# Ivan Rebroff
Ivan Rebroff   (Berlín, 31 de juliol de 1931 - Frankfurt del Main, 27 de febrer de 2008) de nom de fonts Hans-Rolf Rippert, fou un cantant alemany d'ascendència russa i d'extraordinari rang vocal de quatre octaves i mitja, una extensió que oscil·lava entre el registre de contratenor fins a impressionants registres de baix profund, el seu registre natural.

## Biografia
Rebroff va néixer a Berlín, fill de pares russos. Va assolir la fama cantant temes folklòrics russos, però també com a cantant d'òpera i intèrpret de cançons folklòriques d'altres països. Va oferir prop de sis mil concerts al llarg de la carrera, incloent una temporada de dos anys, els set dies de la setmana, a l'Òpera Francesa, cantant, entre unes altres, El violinista a la teulada. Havent passat dels setanta anys, Rebroff va cantar en 12 espectacles durant 14 dies, i a més va fer una gira per Austràlia.
Ivan Rebroff es descrivia a si mateix com a internacional, “la connexió entre Orient i Occident”. Va aconseguir la ciutadania grega i va viure a l'illa de Skópelos i a les Espòrades.
Va morir a Frankfurt del Main després d'una llarga malaltia.

## Pseudònim
El nom de Rebroff deriva de la paraula russa ребро (rebro), que es tradueix a l'alemany com a Rippe (el cognom autèntic del cantant era Rippert), és a dir, costella. Iván és la forma en rus per a Hans en alemany, que en català seria Joan.

## Discografia
1967
- Volksweisen aus dem alten Russland (Cançons tradicionals de l'antiga Rússia)

1968
- Volksweisen aus dem alten Russland 2 (Cançons tradicionals de l'antiga Rússia Volum II)
- Original russische Liebeslieder
- Na Sdarowje (Cançons de Vodka i vi)
- Slawische Seele (amb Tatjana Ivanow i Dunja Rajter)

1969
- Beim Klang der Balalaika, Au son des Balalaikas (Versió francesa de Beim Klang der Balalaika)
- Favourites from Mother Russia
- Abendglocken (Recopilació)
- Russische Weihnacht mit Ivan Rebroff
- Ivan Rebroff (Inclou Lara's Theme i altres melodies populars)
- A Russian Christmas (Versió anglesa de Russische Weihnacht)
- Un Violon sur le toit (BSO de la versió francesa de El violinista a la teulada)
- Russische Party ("Live" album)
- Festliche Weihnacht (amb Regensburger Domspatzen - Boys' Choir)
- A Festive Christmas (reedició de Festliche Weihnacht)

1970
- Somewhere My Love (versions en anglès)
- Kosaken müssen reiten (versions en alemany)
- Ivan Rebroff (Recopilació)

1971
- The Best of Ivan Rebroff (Recopilació)
- Ivan Rebroff Sing vir Ons (Edició per a Sud-àfrica, premi Disc d'Or)
- Vir Jou Suid-Afrika (Àlbum Sud-àfrica)
- Ivan Rebroff (Òpera)
- Kalinka (BSO de L'Homme qui vient de la Nuit)
- Mein Russland, Du bist schön (versions en alemany)
- Starportrait (Recopilació)
- Zwischen Donau und Don (amb Dunja Rajter)

1972
- Erinnerungen an Russland (versions en rus)
- The Best of Ivan Rebroff Volume II (Recopilació)

1973
- Lieder der Welt (cançons d'arreu del món)
- Mein Altes Russland (Versions arranjades de cançons populars russes)
- 25 Greatest Russian Melodies (Recopilació amb Tatiana Ivanov (2 duets))
- 20 Greatest Hits (Recopilació)

1974
- Russische Party 2 (Àlbum en directe)
- Memories of Russia

1975
- Ivan Rebroff at Carnegie Hall (Live at Carnegie Hall)
- Reich Mir Die Hand
- Russische Lieder Von Liebe und Tod

1976
- Die Fledermaus Dirigit per Carlos Kleiber - Deutsche Grammophon - amb Hermann Prey, Julia Varady, Lucia Popp, Rene Kollo, Bernd Weikl, Benno Kusche, amb Eva List - Bayerischer Staatsopernchor & Bayerisches Staatsorchester

1977
- Midnight in Moscow (versions en rus)
- Komm mit nach Hellas (versions en alemany de cançons gregues)

1978
- Mitternacht in Moskau (versió en alemany de Midnight in Moscow)

1979
- Ave Maria
- Die Ivan Rebroff Versameling (Recopilació d'enregistraments de Sud-àfrica)

1980
- Zauber einer großen Stimme — 20 unvergängliche Welterfolge
- Zauber einer großen Stimme — Seine größten Welterfolge
- Die schönsten Lieder dieser Welt (Ivan Rebroff singt 20 unvergängliche Melodien)
- Katharina und Potemkin (TV Musical/Operetta)

2002
- Meine Reise um die Welt
- The Great Ivan Rebroff
- Ach Natascha"

2003
- Seine Größten Welterfolge
- Best of Ivan Rebroff
- Golden Stars